# Coca Colla
Ne doit pas être confondu avec Coca-Cola.
La Coca Colla est une boisson énergisante produite à partir de la feuille de coca par une société bolivienne. Créée par Victor Ledezma, la production de la boisson a bénéficié du soutien d'une politique initiée par le gouvernement du président bolivien Evo Morales, visant à encourager l'industrialisation de la production de feuilles de coca.

## Origine du nom
Selon le dirigeant de la société produisant la boisson, son nom a été choisi en référence au Collasuyo, ancien nom de la partie sud de l'empire inca où est située la région andine du pays. Le terme colla est de nos jours utilisé pour désigner les Boliviens de culture aymara et Quetchua qui consomment de manière traditionnelle la coca.

## Production
Lancée avec un investissement de 250 000 dollars et quinze salariés, cette boisson a d'abord été livrée à 30 000 exemplaires aux alentours de l'usine installé dans la ville de Santa Cruz de janvier à avril 2010.[réf. nécessaire] Dans la deuxième semaine du mois d'avril 2010 a eu lieu la première livraison à l'échelle nationale de 12 000 bouteilles dans les villes de La Paz et Cochabamba.
La compagnie visait à exporter cette boisson. Selon Ledezma, l'Iran avait commandé deux millions de bouteilles, tandis que le Venezuela, le Paraguay et plusieurs autres pays d'Amérique latine avaient exprimé leur intérêt non seulement pour importer le Coca Colla, mais également pour contribuer au financement de sa production. Toutefois, l'exportation de la boisson au-delà des pays andins se heurtait à la Convention de l'ONU sur les stupéfiants de 1961, prohibant le commerce de produits à base d'alcaloïdes. Le gouvernement bolivien avait déjà demandé que ces restrictions soient levées; le président Morales avait évoqué la question lors d'un discours à l'Assemblée générale des Nations unies.

## Échec commercial
La production de la boisson a cependant été stoppée dans le courant de l'année 2012, faute de ventes significatives. Selon Ledezma, la saveur était probablement un peu trop amère. Une nouvelle formule serait en préparation.